# 君色パレット
「君色パレット」（きみいろパレット）は、野川さくらの5thシングルである。2004年10月27日にLantisから発売された。

## 概要
前作「SAKURAマジック -しあわせになろう-」から1年3か月ぶりのリリースとなる2004年1作目のシングル。表題曲「君色パレット」はテレビアニメ『Φなる・あぷろーち』オープニングテーマ、カップリングの「涙のティアラ」は同アニメの挿入歌として使用された。

## 収録曲
（全作曲：影山ヒロノブ、編曲：須藤賢一）
1. 君色パレット
  - 作詞：rino
  - テレビアニメ『Φなる・あぷろーち』オープニングテーマ
2. 涙のティアラ
  - 作詞：影山ヒロノブ
  - テレビアニメ『Φなる・あぷろーち』挿入歌
3. 君色パレット（off vocal）
4. 涙のティアラ（off vocal）
5. Twinkle Premonition -きっとクリスマスには-（ボーナス・トラック）
  - 作詞：影山ヒロノブ